# Земцов, Владимир Николаевич
Влади́мир Никола́евич Земцо́в (род. 20 ноября 1960, Свердловск, СССР) — советский и российский историк, специалист по истории наполеоновских войн и иностранцев в России в 1812 году, а также истории Уэльса в эпоху средневековья. Доктор исторических наук (2002), профессор (2010). Профессор и заведующий кафедрой всеобщей истории и методики преподавания исторических дисциплин исторического факультета Уральского государственного педагогического университета (с 2005). Профессор кафедры новой и новейшей истории Уральского федерального университета. Член диссертационных советов по истории при УрФУ и ИИиА УрО РАН.
Автор большого числа научных статей на тему всеобщей и отечественной истории, опубликованных в научных изданиях в СССР, России и за рубежом (Франции, Великобритании, Болгарии, Испании и др. странах).

## Биография
В 1983 году окончил исторический факультет Уральского государственного университета им. А. М. Горького, а в 1986 году аспирантуру по кафедре новой и новейшей истории. В 1986 году защитил диссертацию на соискание учёной степени кандидата исторических наук по теме «Английская политика на Балканах накануне Второй мировой войны, октябрь 1938 г. — 1 сентября 1939 г.» (специальность 07.00.03 — всеобщая история). В 2002 году в Уральском государственном университете имени А. М. Горького защитил диссертацию на соискание учёной степени доктора исторических наук по теме «Великая армия Наполеона в Бородинском сражении» (специальность 07.00.03 — всеобщая история).
С 1986 года преподавал в Свердловской высшей партийной школе на кафедре мирового коммунистического, рабочего и национально-освободительного движения (позже переименована в кафедру мировой политики и международных отношений). C 1991 года работал в Уральской академии государственной службы на кафедре истории и политологии. С 1998 года — доцент кафедры всеобщей истории УрГПУ. С 2003 года — заведующий кафедрой всеобщей истории и методики преподавания исторических дисциплин исторического факультета УрГПУ. Также по совместительству является профессором кафедры новой и новейшей истории Уральского федерального университета им. первого Президента России Б. Н. Ельцина и факультете регионоведов-переводчиков Гуманитарного университета. Читает общие лекционные курсы по новой и новейшей истории стран Запада, специальные курсы по военной истории и историографии нового времени, а также истории Уэльса.
Проходил научные стажировки: в 1987 году в Академии общественных наук при ЦК КПСС, в 1993 — в Институте повышения квалификации при Уральском государственном университете, в 1995 — в Уэльском университете в Лампетере (Великобритания), в 2007 — в Московском педагогическом государственном университете, в 2012 и 2016 — в Университете Париж 1 Пантеон-Сорбонна. Также посетил ряд стран Европы и Ближнего Востока.

## Историко-реконструкторская деятельность
В 1988 году организовал Екатеринбургский военно-исторический клуб «Горный щит», став при этом первым его председателем. Также принимал участие во многих военно-исторических мероприятиях.

## Награды
Был награждён почётными грамотами УрГПУ, Министерства образования и науки Российской Федерации, Правительства Свердловской области, Законодательного собрания Свердловской области и 8 памятными знаками Движения военно-исторической реконструкции.

## Научные труды

### Монографии
- Земцов В. Н., Ляпин В. А. Екатеринбург в мундире: Форменная одежда в истории Екатеринбурга XVIII — нач. XX в. — Екатеринбург: Средне-Уральское книжное издательство, 1992. — 235 с. — ISBN 5-7529-0477-3.
- Земцов В. Н. Битва при Москве-реке: Армия Наполеона в Бородинском сражении. — М.: Рейттаръ, 2001. — 286 с. — ISBN 5-8067-0048-8.
- Земцов В. Н. Великая армия Наполеона в Бородинском сражении. — Екатеринбург: УрГПУ, 2001. — 572 с. — ISBN 5-7186-0259-X.
  - Земцов В. Н. Великая армия Наполеона в Бородинском сражении. — 2-е изд., испр. и доп. — М.: Братина, 2008.
  - Земцов В. Н. Великая армия Наполеона в Бородинском сражении. — 3-е изд., испр. и доп. — М.: Книга, 2008. — 260 с.
- Земцов В. Н. 1812 год. Пожар Москвы. — М.: [б. и.], 2010. — 137 с. — (200-летие Отечественной войны 1812 г.). — ISBN 978-5-91899-013-1.
- Земцов В. Н. Наполеон в Москве. — М.: Медиа-книга, 2014. — 323 с. — (200-летие Отечественной войны 1812 г.). — ISBN 978-5-91899-071-1.
- Земцов В. Н. Наполеон в России: социокультурная история войны и оккупации. — М.: РОССПЭН, 2018. — 431 с. — (Эпоха 1812 года). — ISBN 978-5-8243-2221-7.
- Земцов В. Н. Великая армия Наполеона в Бородинском сражении. — М.: Яуза; Якорь; Эксмо, 2018. — 640 с. — (Лучшие воины в истории). — ISBN 978-5-04-094910-6.
- Земцов В. Н. Русский посол в Париже князь А. Б. Куракин: хроника роковых лет. — М.: РОССПЭН, 2019. — 206 с. — (Эпоха 1812 года). — ISBN 978-5-8243-2336-8.
- Земцов В. Н. Наполеон в 1812 году: хроника. — М.: Политическая энциклопедия, 2022. — 639 с. : ил. — ISBN 978-5-8243-2488-4.
- Земцов В. Н. Пожар Москвы 1812 года: Миф и история. М.: Издательский дом Тион, 2025. 364 с.

### Учебные пособия
- Земцов В. Н., Постникова А. А. Новая и Новейшая история зарубежных стран (Новая и Новейшая история стран Запада): Учебно-методическое пособие. — Екатеринбург: УрГПУ, 2016. — 104 с. — ISBN 978-5-7186-0843-4.